# Nacso Papazov
Nacso Papazov (Gramatikovo, 1921. március 25. – Szófia, 1996. december 9.) bolgár politikus, jogász, a Bolgár Kommunista Párt Politikai Bizottságának tagja és Központi Bizottságának titkára volt.

## Pályafutása
Jogot végzett. Az 1950-es években Szófia városi kommunista pártszervezetének titkára, később Bulgária kulturális minisztere. 1962 és 1986 között a Bolgár Kommunista Párt Központi Bizottságának titkára volt.